# Laurie Lee
Laurie Lee, celým jménem Laurence Edward Alan Lee, (26. června 1914 – 13. května 1997) byl anglický básník a romanopisec.

## Život
Narodil se roku 1914 ve městě Stroud na jihozápadě Anglie. Od roku 1917 žil s rodiči v nedaleké vesnici Slad. Jeho starším bratrem byl režisér Jack Lee. Ve svých dvanácti letech začal Lee docházet na chlapeckou školu ve Stroudu, kterou v patnácti opustil. Následně začal pracovat jako poslíček pro místního účetního. Později pracoval jako úředník, ale také jako stavební dělník. Po dobu jednoho roku žil v Londýně a roku 1935 odešel do španělského města Vigo. Následně cestoval po Španělsku. Později odešel zpět do rodné země, ale již roku 1937 se jako člen interbrigády vrátil do Španělska. Kvůli epilepsii však činnost v brigádě ukončil. Básně zpočátku publikoval v různých periodikách. Svou první básnickou sbírku, nazvanou The Sun My Monument, publikoval v roce 1944. Rovněž psal cestopisy, povídky a rozhlasové hry. V roce 1959 vydal první knihu ze své autobiografické trilogie. Po této knize, která dostala název Cider with Rosie, následovaly ještě knihy As I Walked Out One Midsummer Morning (1969) a A Moment of War (1991). Zemřel ve Sladu ve věku 82 let. Pochován byl na místním hřbitově.
Velšský hudebník a skladatel John Cale zhudebnil roku 1961, ještě coby student, dvě z jeho básní pro kontratenorový hlas.

## Dílo
- Jablečné víno s Rozárkou (orig. Cider with Rosie). Praha: Academia, 2002. 180 S. Překlad: Břetislav Hodek. ISBN 80-200-1049-1